# III. třída okresu Náchod 2003/2004
V soubojích fotbalové III. třídy okresu Náchod 2003/2004, jedné ze skupin 9. nejvyšší fotbalové soutěže, se utkalo 9 týmů dvoukolovým systémem podzim – jaro. Tento ročník skončil v červnu 2004.
Postup do II. třídy okresu Náchod 2004/2005 si zajistil vítězný tým TJ Jiskra Červený Kostelec „B“. Nikdo nesestupoval, jde o nejnižší soutěž. Tým TJ Sokol Křinice se do následujícího ročníku nepřihlásil. Tým TJ Dolany v sezóně 2004/2005 působil ve IV. třídě okresu Hradec Králové.

## Výsledná tabulka
| Poř. | Tým                              | Z  | V  | R | P  | VG | OG | B  |
| ---- | -------------------------------- | -- | -- | - | -- | -- | -- | -- |
| 1.   | TJ Jiskra Červený Kostelec „B“   | 16 | 13 | 1 | 2  | 53 | 9  | 40 |
| 2.   | TJ Dolany                        | 16 | 13 | 1 | 2  | 57 | 17 | 40 |
| 3.   | TJ Sokol Šonov                   | 16 | 10 | 1 | 5  | 58 | 28 | 31 |
| 4.   | TJ Sokol Heřmánkovice            | 16 | 9  | 2 | 5  | 55 | 33 | 29 |
| 5.   | TJ Sokol Otovice                 | 16 | 9  | 2 | 5  | 30 | 32 | 29 |
| 6.   | TJ Slavoj Teplice nad Metují „B“ | 16 | 7  | 1 | 8  | 35 | 41 | 22 |
| 7.   | SK Roma Velká Ves                | 16 | 4  | 1 | 11 | 18 | 42 | 13 |
| 8.   | TJ Sokol Křinice                 | 16 | 1  | 1 | 14 | 16 | 83 | 4  |
| 9.   | TJ Sokol Ruprechtice             | 16 | 1  | 0 | 15 | 18 | 55 | 3  |

Poznámky:
- Z = Odehrané zápasy; V = Vítězství; R = Remízy; P = Prohry; VG = Vstřelené góly; OG = Obdržené góly; B = Body; (S) = Mužstvo sestoupivší z vyšší soutěže; (N) = Mužstvo postoupivší z nižší soutěže (nováček)

|  | Postup do II. třídy okresu Náchod 2004/2005 |